# Arthur Gary Bishop
Arthur Gary Bishop (Hinckley, 29 september 1952 – Draper, 10 juni 1988), ook wel bekend onder zijn valse naam Roger Downs, was een Amerikaanse veroordeelde kinderverkrachter en seriemoordenaar. Hij bekende de moord op vijf jonge jongens in 1983, als gevolg van een routine politieonderzoek.

## Achtergrond
Arthur Gary Bishop werd geboren in Hinckley, Utah, als de oudste van zes broers. Bishop werd opgevoed als een vrome mormoon, was een Eagle Scout en een eervol student. Toen hij 18 was diende Bishop als missionaris in de Filipijnen.
Bishop werd gearresteerd voor verduistering in februari 1978 en voorzien van een vijf jaar voorwaardelijke straf, maar hij sloeg zijn voorwaardelijke vrijlating en vluchtte naar Salt Lake City, en verbleef daar onder de alias Roger Downs. In oktober 1978 werd Bishop door de LSD kerk geëxcommuniceerd.
In Salt Lake City, registreerde Bishop zich onder zijn pseudoniem als lid van het "Big Brother"-programma. In eerste instantie verdacht niemand Bishop van verkrachting, ook al zouden tientallen kinderen hem beschuldigd hebben van mishandeling nadat hij was gearresteerd voor de moord.

## Moorden
Bishop pleegde zijn eerste moord op een vierjarige jongen genaamd Alonzo Daniels, op 14 oktober 1979. Bishop lokte de jongen vanaf de binnenplaats van zijn appartementencomplex naar zijn eigen appartement met de belofte dat hij snoep zou krijgen. Na een poging om het kind aan te vallen, verdronk Bishop hem in zijn badkuip, om het lichaam van de jongen vervolgens in de woestijn te begraven.
In november 1980 sloeg Bishop opnieuw toe. Op een skatebaan ontmoette hij een elfjarige jongen genaamd Kim Peterson, die hij wederom naar zijn appartement lokte onder het mom van het kopen van een paar rolschaatsen die de jongen probeerde te verkopen. Getuigen omschreven de man met wie Peterson had gesproken op de rolschaatsbaan de dag voorafgaand aan zijn verdwijning als een blanke man, in de leeftijd van 25 tot 35, van ongeveer 90 kilo met donker haar. Bishop sloeg Peterson dood en begroef zijn lichaam dicht bij die van Alonzo Daniels buiten Cedar Fort. Bishop werd weer regelmatig ondervraagd, maar werd niet beschouwd als een verdachte in de verdwijning van Peterson.
Op 20 oktober 1981 lokte Bishop bij een supermarkt de vier jaar oude Danny Davis naar zijn huis een paar straten verderop. Diverse winkelende mensen werden opgeroepen om een omschrijving te geven van de dader, maar kon alleen maar vage beschrijvingen geven over zijn uiterlijk. De politie lanceerde een van de grootste zoekacties in de geschiedenis van Salt Lake County. Teams van onderzoekers speurden in de omgeving van de supermarkt, zochten in velden en de nabijgelegen bergen, duikers baggerden vijvers en meren en winkelende mensen in de supermarkt werden opnieuw ondervraagd. In een poging om meer details van de ontvoerder los te maken, werden flyers afgedrukt met een 20.000 dollar beloning en de FBI werden gecontacteerd, maar ook die waren niet in staat om ook maar een enkel spoor van de jongen te vinden.
Bijna twee jaar later, op 23 juni, 1983, was het opnieuw raak. Bishop ontvoerde een jongen genaamd Troy Ward uit een park in de buurt van zijn woning de dag na zijn zesde verjaardag. Troy werd gezien bij het verlaten van het park met een man net voor vier uur 's middags. Net als bij de eerdere slachtoffers verkrachtte hij de jongen om hem vervolgens te mishandelen en in zijn bad te verdrinken.
Een maand later, op 14 juli, sloeg Bishop voor de laatste keer toe. Deze keer was het de dertienjarige Graeme Cunningham, die verdween uit zijn buurt voorafgaand aan het aan boord gaan van een kampeertocht met een vriend en een volwassen begeleider: ene Arthur Bishop. De verdwijning van de jongen was in iedere staat op het nieuws te zien.
De lokale politie bestudeerde de eerdere verdwijningen en kwamen erachter dat Bishop (Roger Downs) in de buurt van vier verdwijningen woonde, en de ouders van het vijfde kind kende. De politie ging over tot ondervraging van Downs. Op het politiekantoor slaagde de politie erin om de echte naam van Downs te verkrijgen en Bishop alle vijf de moorden te laten bekennen.
De volgende dag leidde Bishop de politie naar de drie skeletten in de buurt van Cedar Fort en twee meer recente lijken de buurt van Big Cottonwood Creek. Bishop vertelde de politie dat hij een kick kreeg van de moorden en zei daarnaast dat hij het zo weer zou doen.

## Rechtszaak en executie
Bishop kwam op 27 februari 1984 voor de rechter. Tijdens zijn proces beweerde Bishop dat een verslaving aan kinderporno zijn gewelddadige seksuele fantasieën had gevormd en hem uiteindelijk dreef om ze uit te voeren. Het proces duurde zes weken, op 19 maart 1984 werd Bishop schuldig bevonden van vijf aanklachten wegens moord, vijf aanklachten wegens ontvoering en een aanklacht wegens seksueel misbruik van een minderjarige en ter dood veroordeeld. Na ontvangst van zijn straf bood Bishop zijn excuses aan de familie van de slachtoffers en deed een verzoek om geëxecuteerd te worden door middel van een dodelijke injectie. Hij schreef een brief waarin hij een verklaring aflegde voor zijn misdaden:
"Ik ben een homoseksuele pedofiel veroordeeld voor moord, en pornografie was een bepalende factor in mijn ondergang. Op de een of andere manier werd ik seksueel aangetrokken tot jonge jongens en fantaseerde over hoe ze er naakt uit zouden zien. Sommige boekhandels boden seksuele voorlichting aan, in de vorm van fotografische of kunstboeken, waarin af en toe naakte jongens te zien waren. Ik kocht die boeken en gebruikte ze om mijn fantasieën te vergroten. Het vinden en aanschaffen van seksueel opwindend materiaal werd een obsessie. Voor mij was het zien van porno als het aansteken van een lont van een staaf dynamiet. Ik werd gestimuleerd en moest mijn driften bevredigen. Alle jongens werden slechts seksuele objecten. Mijn geweten was ongevoelig en mijn seksuele lust beheerste mijn acties volledig."
Bishop werd geëxecuteerd met een dodelijke injectie in Utah State Prison op 10 juni 1988. Voorafgaand aan zijn executie, sprak hij opnieuw berouw te hebben voor zijn misdaden.

## Slachtoffers
- Alonzo Daniels, 4 jaar, 14 oktober 1979
- Kim Peterson, 11 jaar, 8 november 1980
- Danny Davis, 4 jaar, 20 oktober 1981
- Troy Ward, 6 jaar, 23 juni 1983
- Graeme Cunningham, 13 jaar, 14 juli 1983